# Wilhelm von Becker

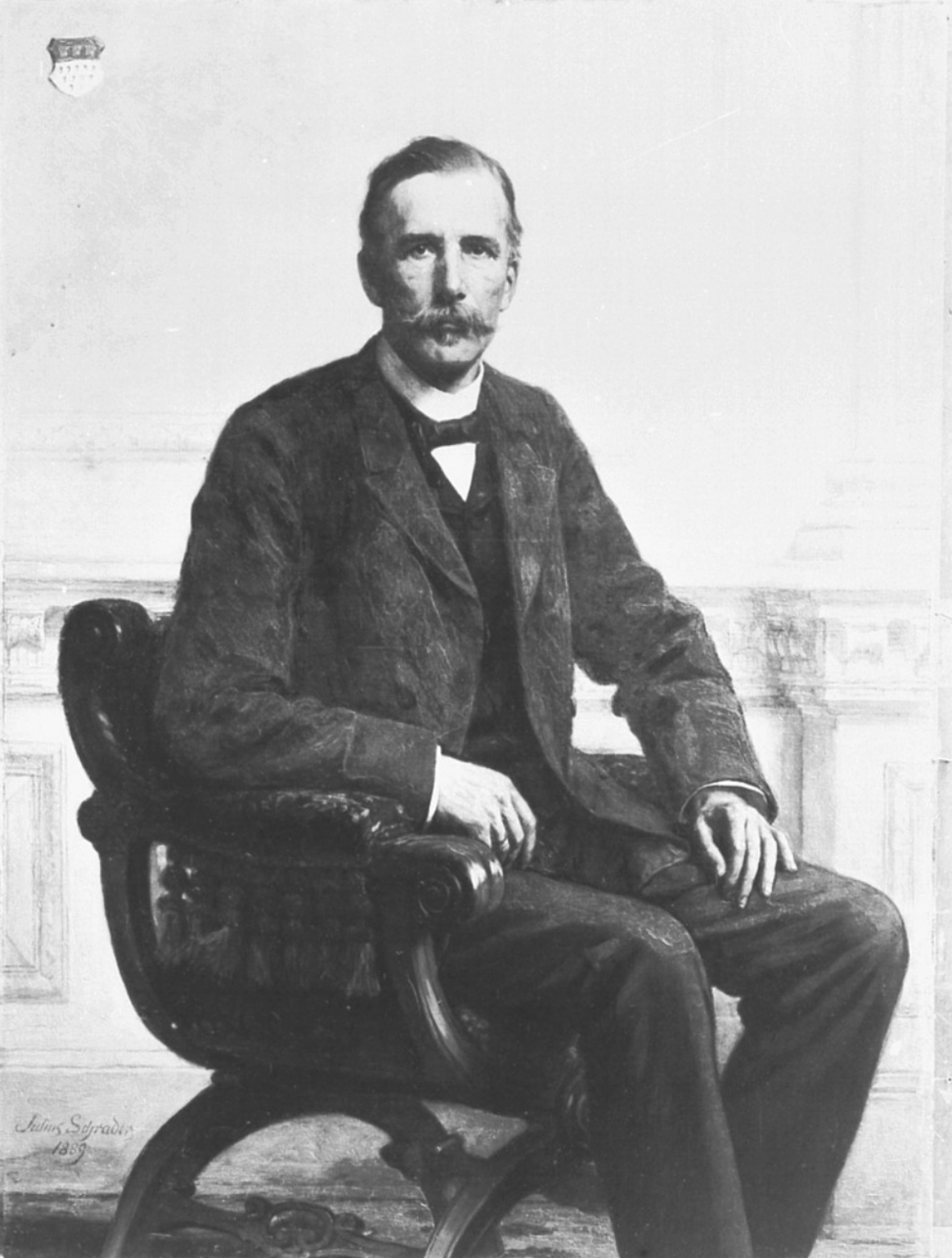
Wilhelm Becker, porträtiert von Julius Schrader (1889)

Friedrich Wilhelm Bernard Becker, ab 1911 von Becker, (* 12. Juli 1835 in Tangermünde; † 11. Januar 1924 in Köln-Marienburg) war ein deutscher Politiker. Becker wurde bekannt als Bürgermeister der Städte Düsseldorf (1876–1886) und Köln (1886–1907).

## Leben und Wirken
Becker wurde als Sohn des märkischen Superintendenten (Pfarrer) Jakob Becker und seiner Gattin Louise, geborene Krause, geboren. Nach dem Abitur studierte er Rechtswissenschaft in Halle (Saale) und Greifswald. Ab 1855 war er Mitglied der Corps Palaiomarchia und Pomerania. Pomerania verlieh ihm später die Ehrenmitgliedschaft.
1868 übernahm er als Verwaltungsjurist sein erstes politisches Amt als Bürgermeister von Halberstadt. Nach einer kurzen Amtszeit als Oberbürgermeister von Dortmund von 1875 bis 1876 wurde Becker 1876 als Nachfolger von Ludwig Hammers zum Oberbürgermeister der Stadt Düsseldorf ernannt. Sein Spitzname in der Dortmunder und Düsseldorfer Bevölkerung war der „schwarze Becker“. In seiner zehnjährigen Amtszeit in Düsseldorf ordnete er die Stadt- und Finanzverwaltung neu. Durch die Planung der Eisenbahnlinien und der Kanalisation prägte Becker die Stadtentwicklung Düsseldorfs maßgeblich mit.
Im April 1877 heiratete er Helene Overweg (1850–1939), eine Tochter des Grundbesitzers und Reichstagsabgeordneten Carl Overweg. Aus einer früheren Ehe mit dem Kaufmann Wilhelm Carl Widenmann brachte Overweg zwei Söhne mit in die Ehe: Carl Widenmann sowie den später als kaiserlichen Marineoffizier und Diplomaten bekannt gewordenen Wilhelm Widenmann. In Köln machte Frau Becker sich vor allem durch ihr soziales Engagement einen Namen: so gründete sie ein Asyl und leitete noch während des Ersten Weltkrieges ein Lazarett.
1882 wurde er Vorstandsmitglied des Central-Gewerbe-Vereins für Rheinland, Westfalen und benachbarte Bezirke. 1884 wurde er in den Preußischen Staatsrat berufen. 1886 übernahm Becker das Amt des Oberbürgermeisters von Köln. Dieses Amt sollte er über zwanzig Jahre lang, bis 1907, ausüben. Um ihn und den früheren Bürgermeister Hermann Becker auseinanderzuhalten wurde Becker häufig als „der lange Becker“ bezeichnet. Zwei Jahre nach seinem Amtsantritt folgte 1888 die erste größere Stadterweiterung Kölns. In seine Amtszeit fiel 1897 der Bau der ersten Kölner Sportstätte, dem Weidenpescher Park mit seiner Galopprennbahn, und die Gründung der Handelshochschule Köln (1901), der Vorläuferin der Universität. Des Weiteren erfolgte unter seiner Ägide die Erneuerung der Kanalisation der Stadt, der Bau eines Rheinauenhafens und des Elektrizitätswerks sowie die Einführung der elektrischen Straßenbahn und die Anlage des Stadtwaldes. Noch unter Beckers Bürgermeisterschaft begann Konrad Adenauer 1906 seine Karriere in der Kölner Stadtverwaltung, als er im Juni 1906 von Becker in sein Amt als Beigeordneter der Stadt eingeführt wurde. Im Oktober 1907 trat Max Wallraf die Nachfolge Beckers als Oberbürgermeister von Köln an.

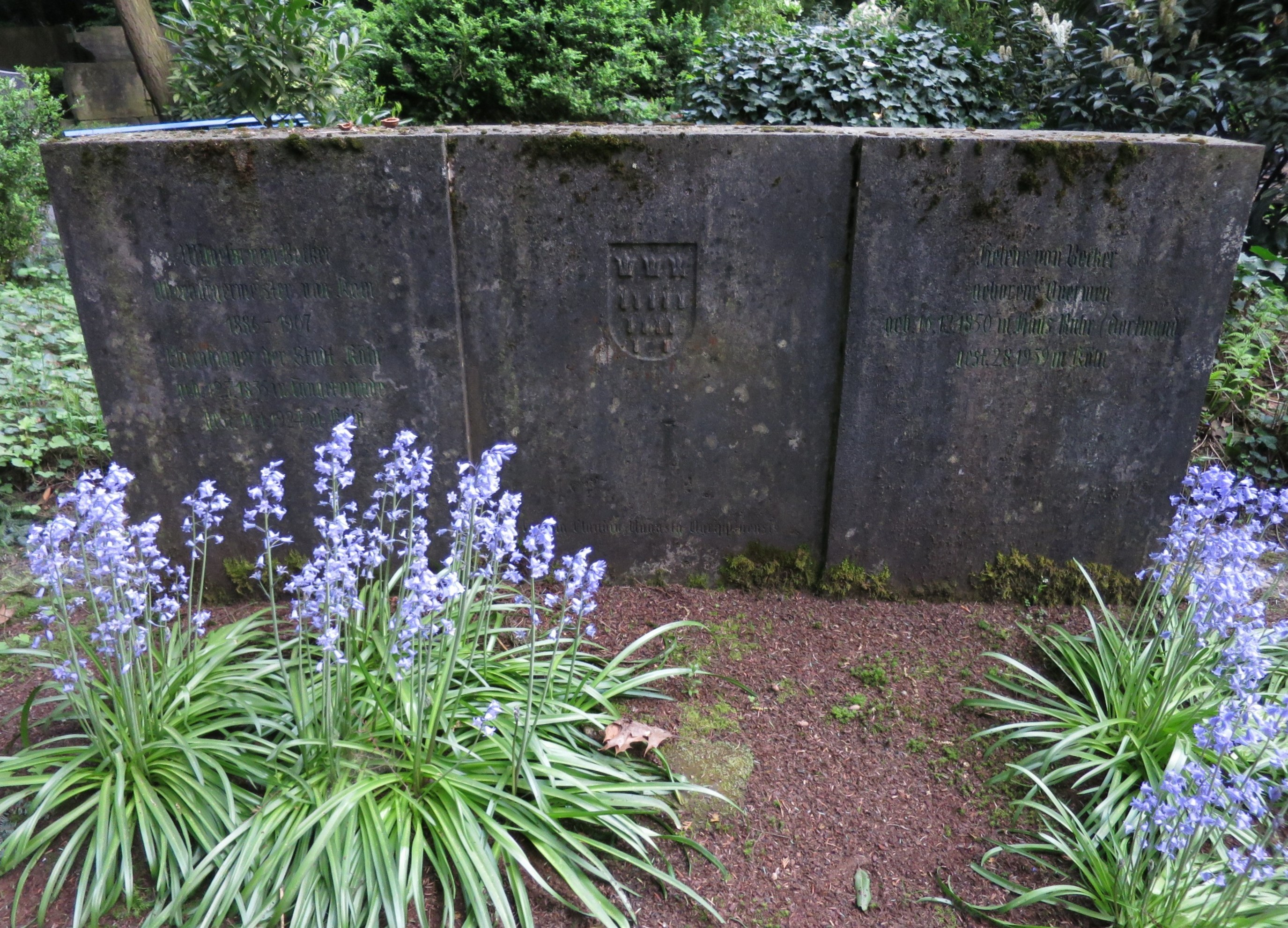
Grab auf dem Melaten-Friedhof

Am 27. Januar 1911 wurde Becker, der bereits während seiner Bürgermeisterzeit 1905 zum Ehrenbürger der Stadt Köln ernannt worden war, in den preußischen erblichen Adelsstand erhoben. Ab 1907 führte er ferner den Titel eines Wirklichen Geheimen Rates. Außerdem wurde er hochbetagt Mitglied und Vizepräsident des Preußischen Herrenhauses. Nach seinem Tod 1924 wurde er in einem Ehrengrab der Stadt Köln auf dem Melaten-Friedhof (Flur 73a) beigesetzt, wozu unter anderem der exilierte ehemalige Kaiser Wilhelm II. einen Kranz sandte.